# Myron Fohr
Myron W. Fohr (* 17. Juni 1912 in Milwaukee (Wisconsin), USA; † 14. Januar 1994 ebenda) war ein US-amerikanischer Rennfahrer.

## Karriere
Fohr startete zwischen 1947 und 1951 bei insgesamt 25 Champ-Car-Rennen, von denen er vier gewann und bei fünf weiteren auf dem Podium stand. 1948 und 1949 belegte er in der nationalen Meisterschaft jeweils den zweiten Rang.
Beim 500-Meilen-Rennen von Indianapolis stand er zweimal am Start. 1949 belegte er den vierten Platz. 1950 zählte dieses Rennen mit zur Fahrerweltmeisterschaft der Formel 1, so dass Fohr auch einen Start bei einem Weltmeisterschaftslauf zu verzeichnen hat. Auf einem Marchese-Offenhauser und erreichte mit einem Rückstand von fünf Runden auf den Sieger Johnnie Parsons den elften Rang.
1994 starb er im Alter von 81 Jahren an den Folgen von Diabetes mellitus.

## Statistik

### Indy-500-Ergebnisse
| Jahr | Startnr. | Start | Qual (km/h) | Ergebnis | Runden | Führung | Ausfall |
| ---- | -------- | ----- | ----------- | -------- | ------ | ------- | ------- |
| 1948 | 32       | DNQ   |             |          |        |         |         |
| 1949 | 2        | 13    | 211,948     | 4        | 200    | 0       |         |
| 1950 | 2        | 16    | 208,826     | 11       | 133    | 0       |         |
| 1951 | 56       | DNQ   |             |          |        |         |         |

| Legende  | Legende            | Legende                                                          |
| Farbe    | Abkürzung          | Bedeutung                                                        |
| -------- | ------------------ | ---------------------------------------------------------------- |
| Gold     | –                  | Sieg                                                             |
| Silber   | –                  | 2. Platz                                                         |
| Bronze   | –                  | 3. Platz                                                         |
| Grün     | –                  | Platzierung in den Punkten                                       |
| Blau     | –                  | Klassifiziert außerhalb der Punkteränge                          |
| Violett  | DNF                | Rennen nicht beendet (did not finish)                            |
| Violett  | NC                 | nicht klassifiziert (not classified)                             |
| Rot      | DNQ                | nicht qualifiziert (did not qualify)                             |
| Rot      | DNPQ               | in Vorqualifikation gescheitert (did not pre-qualify)            |
| Schwarz  | DSQ                | disqualifiziert (disqualified)                                   |
| Weiß     | DNS                | nicht am Start (did not start)                                   |
| Weiß     | WD                 | zurückgezogen (withdrawn)                                        |
| Hellblau | PO                 | nur am Training teilgenommen (practiced only)                    |
| Hellblau | TD                 | Freitags-Testfahrer (test driver)                                |
| ohne     | DNP                | nicht am Training teilgenommen (did not practice)                |
| ohne     | INJ                | verletzt oder krank (injured)                                    |
| ohne     | EX                 | ausgeschlossen (excluded)                                        |
| ohne     | DNA                | nicht erschienen (did not arrive)                                |
| ohne     | C                  | Rennen abgesagt (cancelled)                                      |
| ohne     | keine WM-Teilnahme |                                                                  |
| sonstige | P/fett             | Pole-Position                                                    |
| sonstige | 1/2/3/4/5/6/7/8    | Punktplatzierung im Sprint-/Qualifikationsrennen                 |
| sonstige | SR/kursiv          | Schnellste Rennrunde                                             |
| sonstige | *                  | nicht im Ziel, aufgrund der zurückgelegten Distanz aber gewertet |
| sonstige | ()                 | Streichresultate                                                 |
| sonstige | unterstrichen      | Führender in der Gesamtwertung                                   |